# Le Thil-Riberpré
Le Thil-Riberpré is een gemeente in het Franse departement Seine-Maritime (regio Normandië). De gemeente telt 198 inwoners (2005). De plaats maakt deel uit van het arrondissement Dieppe.

## Geschiedenis
Oude vermeldingen van de plaats gaan terug tot de 12de eeuw als Apud Tilliam en Tyl. De 18de-eeuwse Cassinikaart toont het dorp le Thil.
Op het eind van het ancien régime eind 18de eeuw, toen de gemeenten werden gecreëerd, werd Le Thil-en-Bray een gemeente.
In 1825 werd buurgemeente Riberpré opgeheven en aangehecht bij Le Thil-en-Bray, dat in Le Thil-Riberpré werd hernoemd.

## Geografie
De oppervlakte van Le Thil-Riberpré bedraagt 10,2 km², de bevolkingsdichtheid is 19,4 inwoners per km².
Het dorpscentrum van Le Thil ligt in het noordelijk deel van de gemeente. In het zuiden van de gemeente ligt het gehuchtje Riberpré.
De onderstaande kaart toont de ligging van Le Thil-Riberpré met de belangrijkste infrastructuur en aangrenzende gemeenten.

## Bezienswaardigheden
- De Église Notre-Dame-du-Thil

## Demografie
Onderstaande figuur toont het verloop van het inwonertal (bron: INSEE-tellingen).